# 13488 Savanov
13488 Savanov eller 1982 TK1 är en asteroid i huvudbältet som upptäcktes den 14 oktober 1982 av den rysk-sovjetiska astronomen Ljudmila Karatjkina vid Krims astrofysiska observatorium på Krim. Den är uppkallad efter Igor Spartakovich Savanov.
Asteroiden har en diameter på ungefär 14 kilometer och tillhör asteroidgruppen Eos.